# 如勝多媒體噴泉

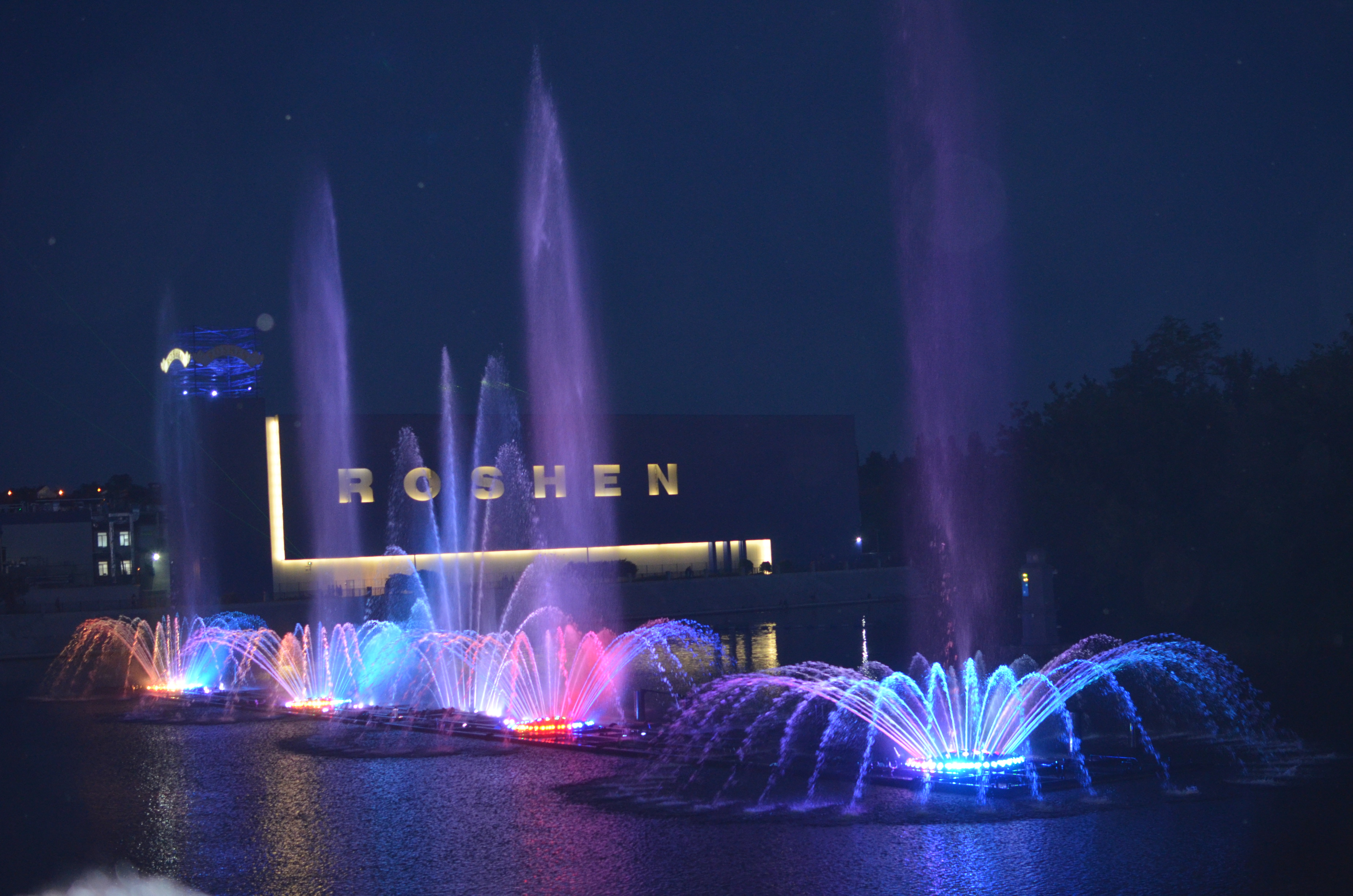
噴泉夜景

如勝多媒體噴泉（烏克蘭語：Мультимедійний фонтан Рошен）位於烏克蘭中西部城市文尼察，位於南布格河岸，建於2011年，被認為是歐洲最大的浮動噴泉之一。

## 历史
噴泉由烏克蘭糖果製造商如勝集團擁有，該項目的設計和開發由德國公司Emotion Media Factory負責。該噴泉是文尼察如勝糖果廠附近的南布格河碼頭綜合重建項目的一部分。噴泉於2011年9月4日與碼頭的一起正式啟用。
噴泉從四月初到十月下旬開放。結合了水舞、音樂、雷射和水幕上的3D投影。中心泉水高度達65米至70米，投影屏幕尺寸約為16米高、45米寬，正面水分散長140米。

## 外部連結
- 官方網站 （页面存档备份，存于）